# Dafang
Dafang är ett härad i Bijies stad på prefekturnivå i provinsen Guizhou i sydvästra Kina.

## Administrativ indelning
Dafang är indelat i elva köpingar, sex socken och 18 etniska minoritetssocknar.
Köpingar (zhen):

- Changshi (长石镇)
- Dafang (大方镇)
- Daxi (达溪镇)
- Duijiang (对江镇)
- Huangnitang (黄泥塘镇)
- Liulong (六龙镇)
- Machang (马场镇)
- Maochang (猫场镇)
- Piaojing (瓢井镇)
- Shuangshan (双山镇)
- Yangchang (羊场镇)

Socknar (xiang):

- Dongguan (东关乡)
- Guowa (果瓦乡)
- Lütang (绿塘乡)
- Wenge (文阁乡)
- Xiaotun (小屯乡)
- Yuchong (雨冲乡)

Etniska minoritetssocknar  (zu xiang):

- Anle (Ānlè Yízú Gēlǎozú Xiāng, 安乐彝族仡佬族乡)
- Babao (Bābăo Yízú Miáozú Xiāng, 八堡彝族苗族乡)
- Baina (Băinà Yízú Xiāng, 百纳彝族乡)
- Dashan (Dàshān Miáozú Yízú Xiāng, 大山苗族彝族乡)
- Dashui (Dàshuĭ Yízú Miáozú Bùyīzú Xiāng, 大水彝族苗族布依族乡)
- Dingxin (Dĭngxīn Yízú Miáozú Xiāng, 鼎新彝族苗族乡)
- Fengshan (Fèngshān Yízú Ménggǔzú Xiāng, 凤山彝族蒙古族乡)
- Hetao (Hétáo Yízú Báizú Xiāng, 核桃彝族白族乡)
- Huangni (Huángní Yízú Miáozú Mǎnzú Xiāng, 黄泥彝族苗族满族乡)
- Lihua (Lĭhuà Miáozú Yízú Xiāng, 理化苗族彝族乡)
- Niuchang (Niúchăng Miáozú Yízú Xiāng, 牛场苗族彝族乡)
- Pudi (Pŭdĭ Yízú Miáozú Báizú Xiāng, 普底彝族苗族白族乡)
- Sanyuan (Sānyuán Yízú Miáozú Báizú Xiāng, 三元彝族苗族白族乡)
- Shachang (Shāchăng Yízú Xiāng, 沙厂彝族乡)
- Xiangshui (Xiăngshuĭ Báizú Yízú Gēlǎozú Xiāng, 响水白族彝族仡佬族乡)
- Xinglong (Xīnglóng Miáozú Xiāng, 兴隆苗族乡)
- Xingsu (Xīngsù Miáozú Yízú Gēlǎozú Xiāng, 星宿苗族彝族仡佬族乡)
- Zhuyuan (Zhúyuán Yízú Miáozú Xiāng, 竹园彝族苗族乡)

Nyckel mellan sockennamn och folk (en socken kan avse flera folk):

- Báizú = Baifolket
- Bùyīzú = Bouyeifolket
- Gēlǎozú = Gelaofolket
- Mǎnzú = Manchuer
- Ménggǔzú = Mongoler
- Miáozú = Miaofolket
- Yízú = Yifolket